# Juniperus deppeana
Juniperus deppeana Steud., 1841  è un albero  della famiglia delle Cupressaceae,  diffusa negli Stati Uniti sud-occidentali e in Messico.
In inglese  è chiamata Alligator Juniper o Checkerbark Juniper; fra i nomi con cui i nativi americani chiamano la pianta vi sono: táscate e tláscal.

## Descrizione

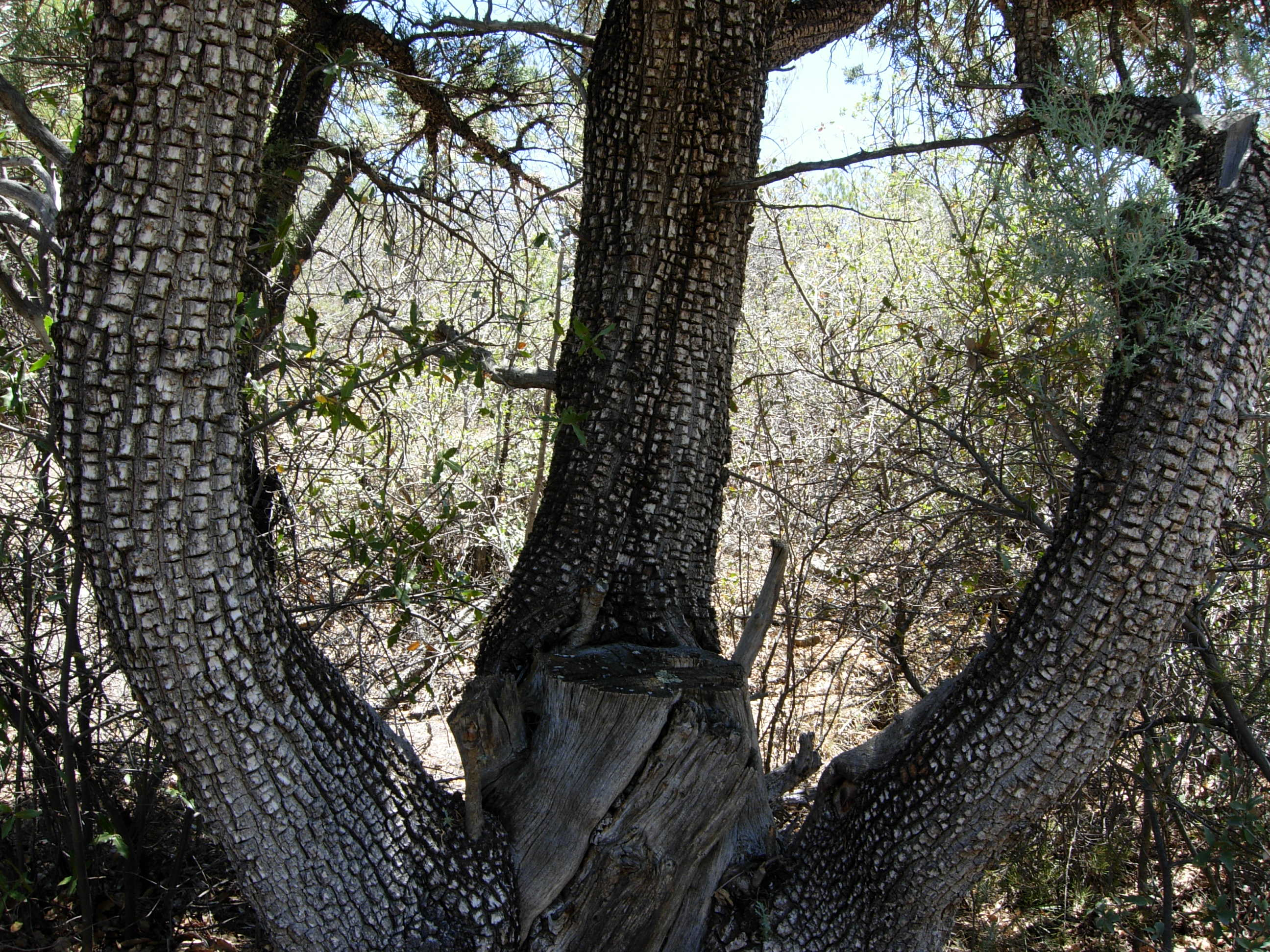
La tipica corteccia che sembra la pelle di alligatore

È un albero di taglia da piccola a media, che raggiunge i 10–15 m (raramente i 25 m) di altezza. Solitamente, la corteccia è molto distintiva: a differenza di altri Juniperus, è dura, di colore grigio scuro/marrone, in superficie rotta in piccole piastrine quadrate, che ricordano la pelle dell'alligatore; è a volte, comunque, come altri ginepri, con fessurazioni verticali cordiformi.

### Germogli
I germogli hanno diametro pari a 1-1,5 mm.

### Foglie
Le foglie sono disposte in coppie opposte decussate oppure in spire da tre.
Le foglie adulte sono simili a scaglie, lunghe 1-2,5 mm (giungono a 5 mm sui germogli principali) e larghe 1-1,5 mm.
Le foglie giovani (presenti solo sulle nuove piantine) sono simili ad aghi, lunghe 5–10 mm.

### Coni
I coni sono simili a bacche, hanno diametro di 7–15 mm, verdi, poi arancio-marroni alla maturazione, con un fiore biancastro e ceroso, e contengono 2-6 semi.
I coni maturano in circa 18 mesi. I coni maschili sono lunghi 4–6 mm e disperdono il loro polline in primavera.
Juniperus deppeana è una pianta fortemente dioica: ogni pianta produce coni di un unico sesso; occasionalmente, alcuni alberi possono essere monoici.

### Cromosomi
J. deppeana è un organismo diploide, con numero di cromosomi pari a 2n = 22.

## Distribuzione e habitat
J. deppeana è nativa del Messico centrale e settentrionale (da Oaxaca verso nord) e degli stati statunitensi sudoccidentali (Arizona, Nuovo Messico, Texas occidentale). Cresce ad altitudini moderate, fra i 750 e i 2.700 m, su suoli asciutti.

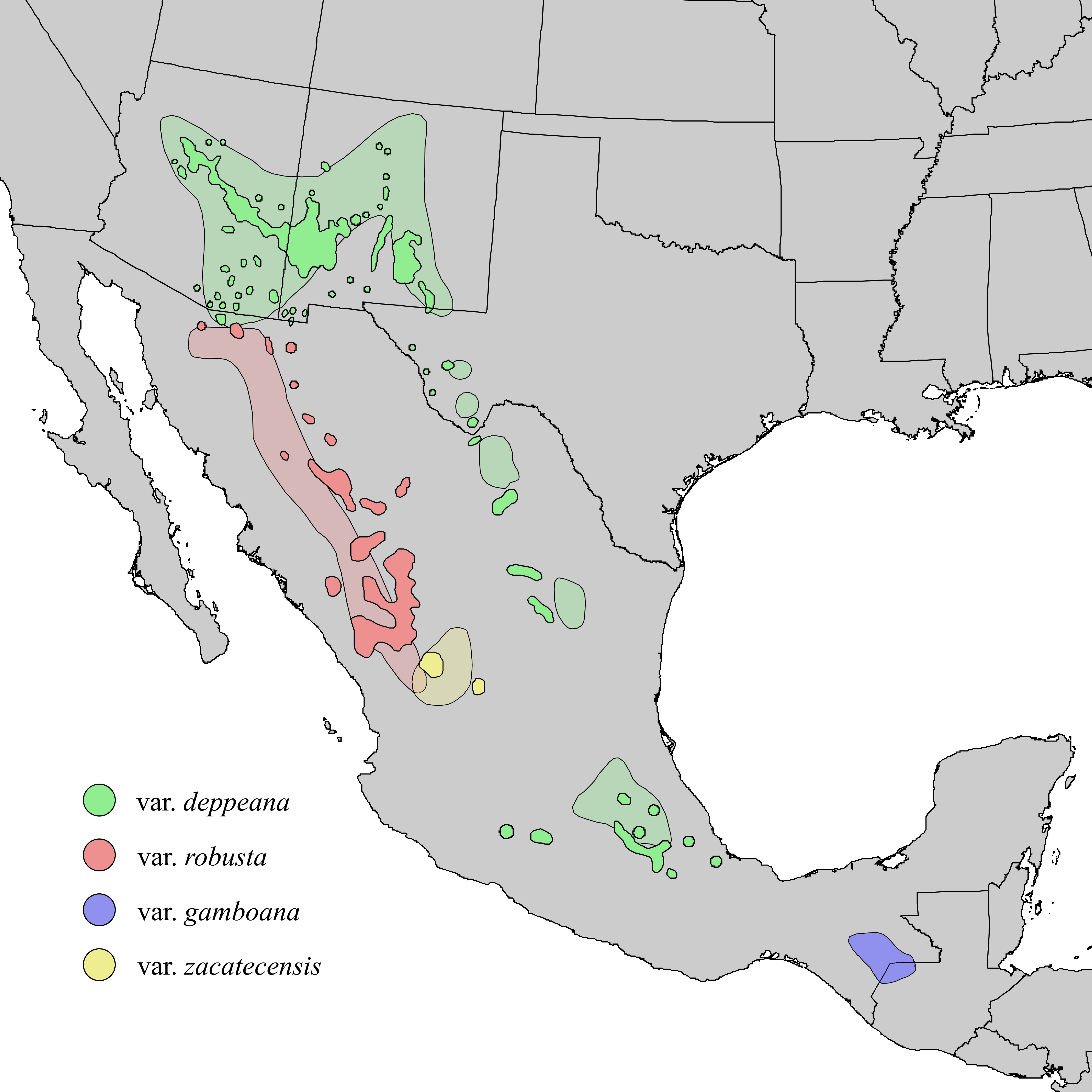
Areale di Juniperus deppeana.

## Tassonomia
Secondo GRIN, J. deppeana comprende quattro varietà:
- Juniperus deppeana var. deppeana (anche nota con il sinonimo: Juniperus deppeana var. pachyphlaea). Fogliame grigio-verde scuro con macchie di resina trasparenti o giallognole su ogni foglia; coni da 7–12 mm di diametro. Presente in Arizona, New Mexico, parte più settentrionale del Messico.
- Juniperus deppeana var. robusta (sinonimo J. deppeana var. patoniana). Messico nordoccidentale. Coni più grandi, 10–15 mm di diametro.
- Juniperus deppeana var. sperryi. Texas occidentale, molto raro. Corteccia rugosa, non fratturata a quadrati, ramoscelli penduli, forse un ibrido con Juniperus flaccida.
- Juniperus deppeana var. zacatecensis. Zacatecas. Coni grandi, 10-15